# Оришковцы (Кременецкий район)
Оришковцы (укр. Оришківці) — село в Лановецкой городской общине Кременецкого района Тернопольской области Украины.
До 2020 года входило в Лановецкий район.
Код КОАТУУ — 6123810105. Население по переписи 2001 года составляло 404 человека.

## Географическое положение
Село Оришковцы находится на берегу реки Бугловка,
выше по течению на расстоянии в 1 км и на противоположном берегу расположено село Иванковцы,
ниже по течению на расстоянии в 3 км расположен город Лановцы.
Через село проходит автомобильная дорога Т-2012 (Т-2325).

## История
- 1564 год — первое упоминание о селе.

## Объекты социальной сферы
- Школа I ст.
- Клуб.

## Достопримечательности
- Братская могила советских воинов.